# Snowdonia
Snowdonia — четвертий студійний альбом американського інді-рок-гурту Surfer Blood. Альбом вийшов 3 лютого 2017 року під лейблом Joyful Noise. Це — перший альбом гуурту з моменту смерті гітариста Томаса Фекета відлучення бас-гітариста Кевіна Вільямса. Авторкою обкладинки є скульптор Девра Фріландер.

## Список композицій
| #  | Назва                   | Тривалість |
| -- | ----------------------- | ---------- |
| 1. | «Matter of Time»        | 3:04       |
| 2. | «Frozen»                | 3:59       |
| 3. | «Dino Jay»              | 3:51       |
| 4. | «Six Flags in F or G»   | 5:23       |
| 5. | «Snowdonia»             | 7:46       |
| 6. | «Instant Doppelgängers» | 4:40       |
| 7. | «Taking Care of Eddy»   | 3:29       |
| 8. | «Carrier Pigeon»        | 5:51       |

## Учасники
- Джон Пол Піттс — вокал, гітара, мікшування, продюусування
- Тайлер Шварц — ударні
- Майк Мак-Клірі — гітара
- Ліндсі Міллз — баси
- Surfer Blood — продюсування
- Фред Фрімен — інжиніринг
- Браян Роузмеєр — інжиніринг
- Піт Ліман — мастеринг
- Роб Шнапф — мікшування
- Демра Фріландер — дизайн
- Девіді Вудрафф — компонування